# پسی سورمونن
پسی سورمونن (انگلیسی: Pasi Sormunen؛ زادهٔ ۸ مارس ۱۹۷۰) بازیکن هاکی روی یخ اهل فنلاند است.